# Geonoma camana
Geonoma camana är en enhjärtbladig växtart som beskrevs av James William Helenus Trail. Geonoma camana ingår i släktet Geonoma och familjen Arecaceae. Inga underarter finns listade i Catalogue of Life.